# TV piccolino
TV piccolino ist eine 14-täglich erscheinende Fernsehzeitschrift im Pocketformat, die von der Mediengruppe Klambt herausgegeben wird.

## Konzept und Inhalt
TV piccolino positioniert sich als junge, moderne Programmzeitschrift, die zu einem niedrigen Preis neben dem Fernsehprogramm auch Infos rund um Stars, Musik, Kino und Film sowie Kochrezepte und Rätsel bietet.

## Daten und Fakten
Zielgruppe von TV piccolino sind junge Singles und Familien. Laut AWA 2009 spricht TV piccolino Erwachsene von 14 bis 44 Jahren an, das Durchschnittsalter liegt bei 40,4 Jahren.
TV piccolino hatte 2023 eine verkaufte Auflage von ca. 174.000 Exemplaren, davon 3.380 im Abonnement.
Der Einzelverkaufspreis beträgt 1,30 €.
Es werden 41 Fernsehsender mit ihren Programmen auf täglich sechs Seiten aufgeführt.